# Mil colmillos
Mil colmillos es una serie de televisión colombiana de horror, acción y drama policíaco producida por Rhayuela Films para HBO Max.

Está protagonizada por Claudio Cataño, Alejandro Buitrago, Carolina Ribón, Andrea Olaya, Carlos Mariño, Héctor Sánchez, Jaisson Palacios, Andrés Londoño, Sebastián Carvajal y Jarlin Javier Martínez. La serie se estrenó el 28 de octubre de 2021.

## Reparto
- Claudio Cataño
- Alejandro Buitrago
- Carolina Ribón
- Andrea Olaya
- Carlos Mariño
- Héctor Sánchez
- Jaisson Palacios
- Andrés Londoño
- Sebastián Carvajal
- Jarlin Javier Martínez
- Lenard Vanderaa
- Quique San Martin
- Ricardo Leguízamo
- Juan Carlos Messier
- Jaisson Jeack
- Camilo Sebastián Velásquez Díaz
- Adriano Marquez
- Jason Chung
- Viviana Serna
- Cass Cook
- Andrés Londoño
- Carrell Lasso
- Pedro García
- Álvaro Benet
- Jorge Enrique Abello
- Belky Arizala
- Vladimir Arboleda
- Antonio Jiménez
- Ricardo Henao
- Salvatore Cassandro
- Leonidas Urbina[3]